# Atteva hysginiella
Atteva hysginiella là một loài bướm đêm thuộc họ Yponomeutidae. Nó là loài đặc hữu của quần đảo Galapagos.
Ấu trùng ăn Castela galapageia.